# 札格羅斯石化公司
札格羅斯石化公司（波斯語：شرکت پتروشیمی زاگرس）是一家伊朗石化企业，成立于2000年，旨在实施伊朗第三个经济发展计划，进入全球市场并获得甲醇市场的适当份额。该公司建在阿薩盧耶南波斯能源经济特区的31公顷土地上。该公司已被美国财政部列入制裁名单。

## 历史
根据与德国路奇公司和伊朗PIDEC公司签订的合同，札格羅斯石化公司第一阶段的建设工作于2001年开始，年产能为165万吨甲醇，并于2006年完工。该公司的第二阶段工程于2009年完成。随着第二阶段的完工，札格羅斯石化公司的年产能达到330万吨甲醇，成为世界第五大甲醇生产商。

## 产品
札格羅斯石化公司的主要产品是AA级甲醇。该公司在世界甲醇生产商中排名靠前。札格羅斯石化综合体的名义产能为330万吨。札格羅斯石化公司是伊朗最大的甲醇生产商。2023年，该公司的产量占全球甲醇产量的近2%。

## 社会责任
为履行社会责任，札格羅斯石化公司在錫拉夫港建造了一个专门面向女性的多功能体育综合设施，价值500亿里亚尔。